# Psittiparus margaritae
Psittiparus margaritae е вид птица от семейство Sylviidae. Видът е почти застрашен от изчезване.

## Разпространение
Видът е разпространен във Виетнам и Камбоджа.